# Sankar Chatterjee
Sankar Chatterjee (* 28. Mai 1943 in Kalkutta) ist ein indisch-US-amerikanischer Wirbeltier-Paläontologe und Geologe.
Chatterjee studierte an der Universität Kalkutta, an der er 1970 promoviert wurde, und war als Post-Doktorand 1977/78 an der Smithsonian Institution und 1976/77 Assistant Lecturer an der George Washington University. 1968 bis 1975 war er Senior Lecturer in Geologie am Indian Statistical Institute. 1978/79 war er Assistant Lecturer an der George Mason University und ab 1979 zunächst Assistant Lecturer und Kurator, 1984 Associate Professor (und Direktor des Antarctic Research Center) und ab 1986 Professor für Geologie an der Texas Tech University, an der er Paul W. Horn Professor for Geosciences ist und Kurator für Paläontologie an deren Museum. 1998 wurde er Mitglied der Texas Tech Academy.
1991/92 und 1995 war er Gastprofessor an der Universität Tübingen.
Er forschte über Evolution, Ursprünge und Systematik von mesozoischen Reptilien, Archosauriern, Dinosauriern, Pterosauriern und Vögeln, zum Beispiel im Trias Indiens und von Texas (Keuper (Dockum Group) von Post Quarry). Er forschte auch in der Antarktis (Marie Byrd Land und South Victoria Land ab 1979). Er erstbeschrieb die Rauisuchia Postosuchus kirkpatricki (1985, Post Quarry) und Tikisuchus (1987, Indien, mit Majumdar). Weitere Erstbeschreibungen sind Technosaurus, Shuvosaurus (1993, benannt nach seinem Sohn, der das Fossil entdeckte), Awalkeria (1987, zuerst Walkeria genannt), Nambalia (2011 mit Fernando Novas, T. Kutty, Martin Ezcurra), den indischen Plateosaurier Jaklapallisaurus (mit Novas, Kutty, Ezcurra 2011) und mit Peter Galton, Paul Upchurch und T. Kutty Pradhania (2007) und Lamplughsaura (2007) aus der unteren Jura in Indien und den jurassischen Sauropoden Barapasaurus aus Indien (1975, mit S. L. Jain, T. Kutty, T. Row-Chaudhury).
Er ist auch für seine Untersuchungen über die Evolution der Vögel bekannt. Seine Identifikation eines Vorfahren der Vögel Protoavis texensis aus dem Keuper von Post Quarry blieb jedoch sehr umstritten. Der Fund würde die Ursprünge der Vögel rund 75 Millionen Jahre vor Archaeopteryx vorverlegen und soll trotzdem mehr Vogelmerkmale als Archaeopteryx zeigen. Er erhielt aber Unterstützung zum Beispiel von Evgeny Kurochkin und Stefan Peters, ein prominenter Kritiker der Interpretation war Luis Chiappe. Andere halten die zum Teil schlecht erhaltenen Fossilreste für Chimären (zusammengesetzt aus Fossilresten verschiedener Arten) und die überwiegende Mehrheit bezweifelt eine Einordnung als Vögel-Vorfahren.
Mit dem Ingenieur Rick Lind und Studenten baute Chatterjee 2008 ein ferngesteuertes Flugmodell eines Pterodactylus (Pterodrone). 2007 meinte er mit dem Luftfahrtingenieur R. Templin nachweisen zu können, dass die in China gefundenen gefiederten Microraptoren zu Gleitflug in der Lage gewesen wären.
2009 trat er für die Interpretation des Shiva Beckens im westlichen Kontinentalschelf von Indien als Einschlagkrater zur Wende Kreide/Tertiär ein, der danach mit etwa 500 km Durchmesser von größerem Ausmaß war als der Krater in Yucatán. Zuvor war schon der Deccan-Vulkanismus an der Wende Kreide-Tertiär für das Aussterben der Dinosaurier mit verantwortlich gemacht worden.
Er ist Fellow der American Association for the Advancement of Science (2001) und der Geological Society of America (1995). 1982 erhielt er die Antarctic Service Medal der National Science Foundation. Er hat die US-amerikanische Staatsbürgerschaft.

## Schriften
- The Rise of Birds, Johns Hopkins University Press 1997
- mit R. J. Templin: Posture, Locomotion, and Paleoecology of Pterosaurs, Geological Society of America, Special Paper 376, 2004